# Kenopia striata
La ratina estriada (Kenopia striata) es una especie de ave paseriforme de la familia Pellorneidae propia del sudeste asiático. Es la única especie del género Kenopia.

## Distribución y hábitat
Se encuentra únicamente en la península malaya y las islas de Sumatra y Borneo, distribuido por Indonesia, Malasia, Tailandia y Brunéi. Sus hábitats naturales son los bosques húmedos tropicales (o subtropicales) de tierras bajas y los pantanos tropicales (o subtropicales). Está amenazada por la pérdida de hábitat.